# Podrzut broni

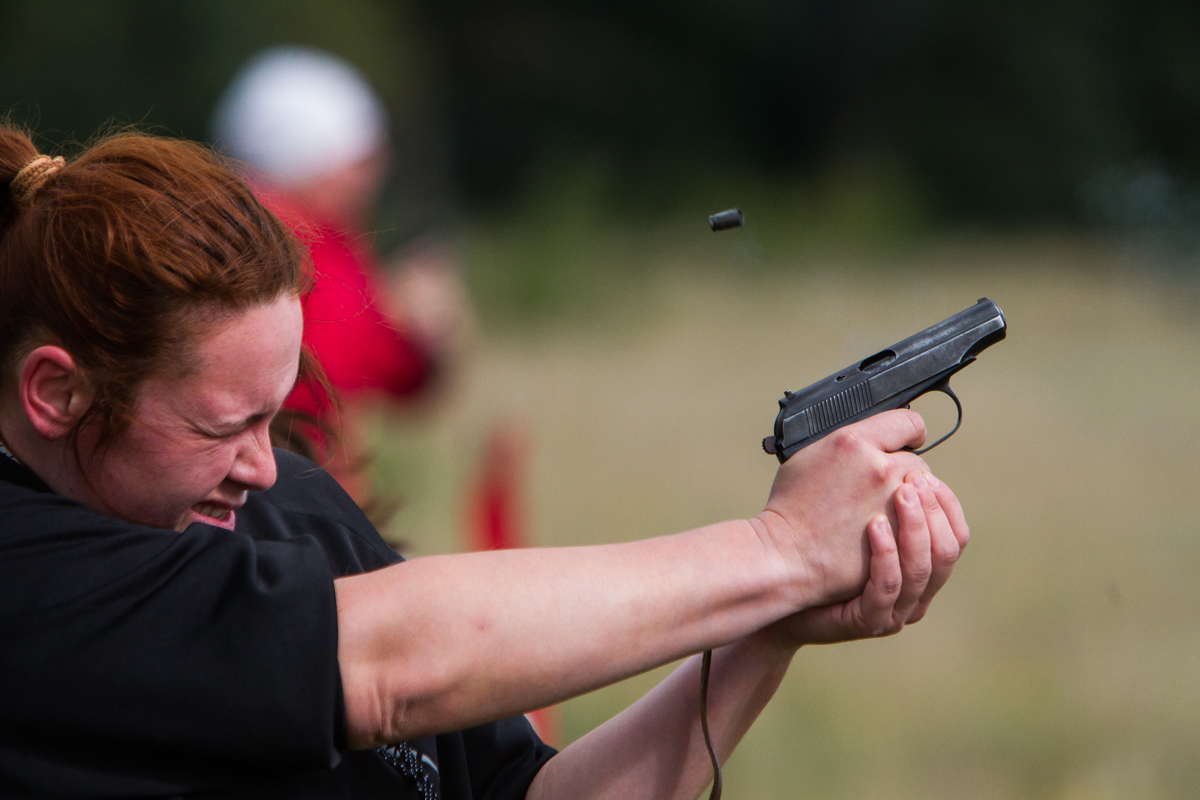
Podrzut przy strzelaniu z Pistoletu Makarowa

Podrzut broni – zjawisko obrotu broni w płaszczyźnie pionowej wywołane siłą odrzutu, występujące skutkiem położenia środka ciężkości lub punktu podparcia broni poniżej osi przewodu lufy. Podrzut wzrasta wraz z siłą odrzutu i przesunięciem pomiędzy środkiem ciężkości (lub punktem podparcia) a osią przewodu lufy). Podrzut broni jest zjawiskiem niekorzystnym, ponieważ zmieniając linię celowania zmniejsza celność. W celu zmniejszenia podrzutu stosuje się osłabiacze podrzutu.